# Neubau

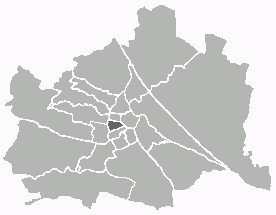
Poloha obvodu na mapě Vídně

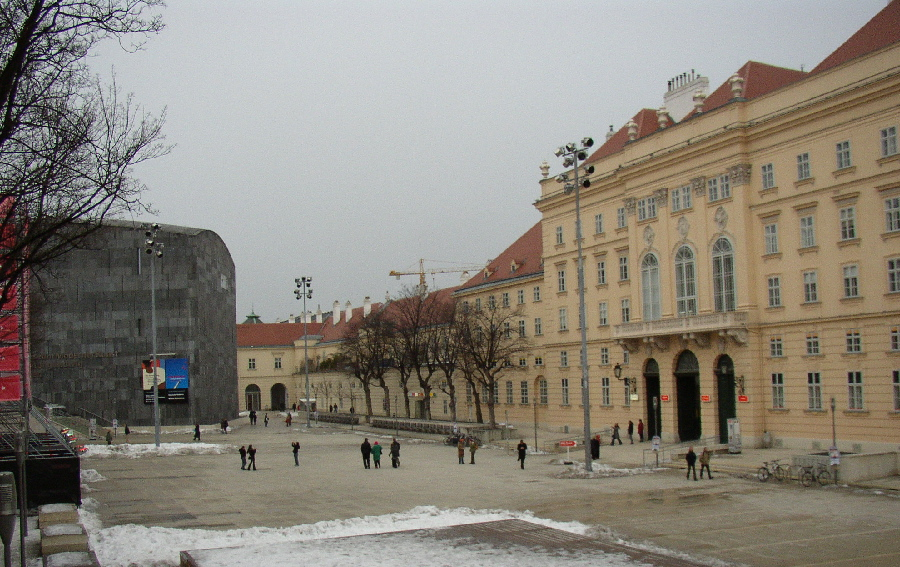
MuseumsQuartier

Neubau ( [ˈnɔɪ̯baʊ̯]) je 7. vídeňský obvod. Nachází se blízko centra Vídně a jako městský okres byl ustanoven v roce 1850. Později došlo ještě k úpravám jeho hranic.
Jde o velmi hustě zalidněný městský obvod s velkými obchodními domy a obytnými domy. Má rozlohu 1,61 km2 a k 1. lednu 2024 zde žilo 31 513 obyvatel.
Obvod Neubau tvoří pět historických předměstí (Vorstädte): Neubau, Altlerchenfeld, St. Ulrich, Schottenfeld a Spittelberg. Jeho hranice tvoří Lerchenfelder Straße na severu, Mariahilfer Straße na jihu, Neubaugürtel na západě a Museumstraße s Museumsplatzem na východě.

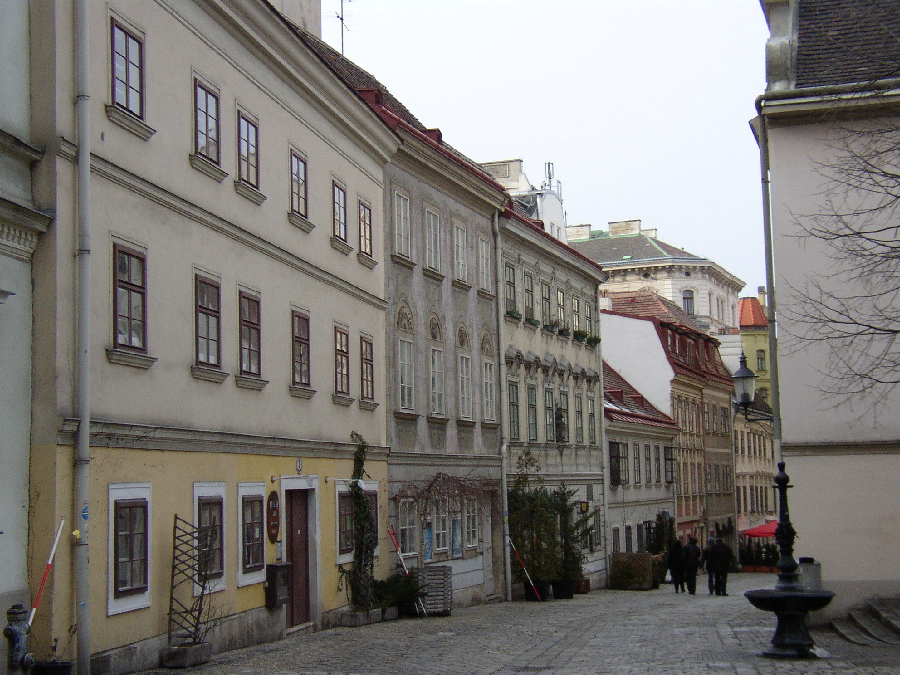
Spittelberg

Ve čtvrti Spittelberg se nachází mnoho hospůdek oblíbených mezi zdejší velkou studentskou obcí. V Neubau se nachází též významné Vídeňské lidové divadlo (Volkstheater Wien) a Vídeňské dětské divadlo. (Theater der Jugend), sídlí zde i Spolkové ministerstvo spravedlnosti a v neposlední řadě také muzejní areál MuseumsQuartier.

## Poloha
Neubau je jedním z vídeňských vnitřních okresů. Na severu sousedí s 8. obvodem, na severovýchodě s 1. obvodem, na jihovýchodě s 6. obvodem, na jihozápadě s 15. obvodem a na západě s 16. obvodem.

## Historie

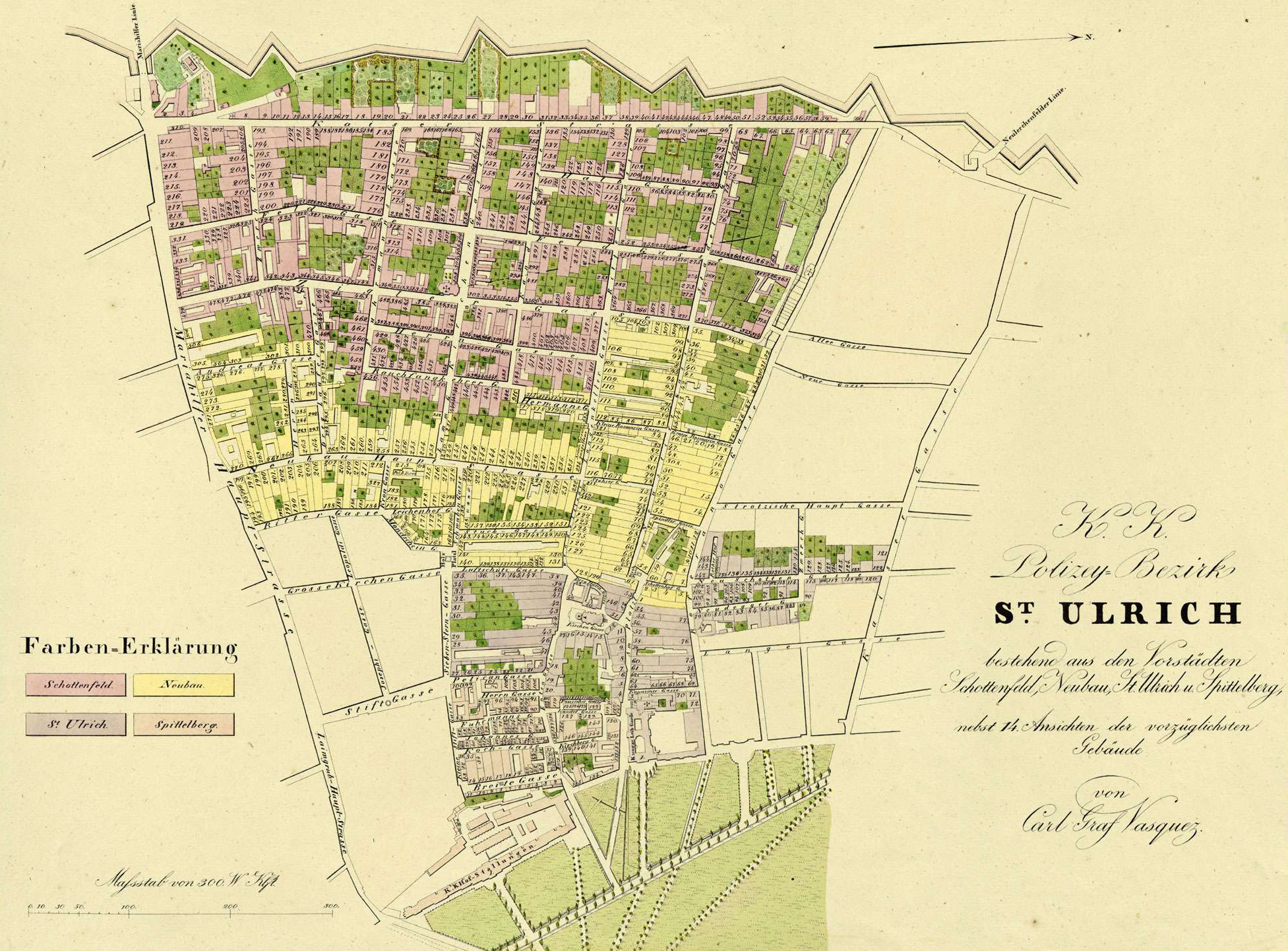
Neubau v roce 1830

Nejstarším osídlením v oblasti dnešního 7. okresu byla vesnice Zeismannsbrunn. Od roku 1302 se však obec jmenuje po patronu zdejšího kostela, sv. Oldřichovi, Sankt Ulrich.
V 18. století se Neubau stalo střediskem vídeňského hedvábnictví, s čímž souviselo i zvýšení hustoty zdejšího osídlení. Dnes je Neubau důležitým nákupním obvodem, zejména Mariahilfer Straße a Neubaugasse.
V roce 1850 byl nově vzniklý městský obvod formálně připojen k Vídni jako 6. okres Neubau. Po přerozdělení Wiedenu v roce 1861 se Neubau dostal do 7. okresu, následujícího roku došlo k další úpravě hranic obvodu, přičemž k němu připadly menší části dřívějších předměstí Mariahilf, Laimgrube a Altlerchenfeld.

## Obyvatelstvo
Neubau byl již od připojení předměstí k Vídni v roce 1850 velmi hustě osídlen. V roce 1869 zde žilo 80 043 obyvatel, počet, který nebyl později nikdy překonán. Až do začátku 1. světové války zůstával počet obyvatel poměrně stabilní, poté však nastal postupný pokles. Po 2. světové válce poklesl asi na polovinu. Od 80. let se počet stabilizoval.
Tak jako Mariahilf, patří i Neubau k obvodům s nejmladšími a nejliberálnějšími obyvateli.

## Osobnosti
- Theodor Baillet de Latour (1780–1848), politik, voják a státník
- Josef Lanner (1801 –1843), hudební skladatel
- Gustav Klimt (1862–1918), malíř
- Karl Farkas (1893–1971), herec a kabaretní umělec